# Ronde van België 2009
De 79e editie van de Ronde van België werd van 27 tot en met 31 mei verreden. De Ronde van België 2009 maakte deel uit van de UCI Europe Tour 2009 in de categorie 2.HC.

## Deelnemende ploegen
Er namen 18 teams deel aan deze editie, en in totaal stonden er 143 renners mee aan de start.
| 6 UCI-World Tour-ploegen     | 7 Professionele continentale wielerploegen | 5 Continentale wielerploegen |
| Silence-Lotto                | Ceramica Flaminia-Bossini Docce            | BKCP-Powerplus               |
| Quick Step                   | Skil-Shimano                               | Sunweb-Pro Job Cycling Team  |
| Rabobank                     | Topsport Vlaanderen-Mercator               | Jong Vlaanderen-Bauknecht    |
| Team Katjoesja               | Landbouwkrediet-Colnago                    | Palmans-Cras                 |
| Vacansoleil Pro Cycling Team | LPR Brakes-Farnese Vini                    | Lotto-Bodysol                |
| BMC Racing Team              | CSF Group-Navigare                         |                              |
|                              | Verandas Willems                           |                              |

## Etappe-overzicht
| etappe | datum  | start        | finish       | afstand   | winnaar            | klassementsleider |
| ------ | ------ | ------------ | ------------ | --------- | ------------------ | ----------------- |
| 1e     | 27 mei | Tervuren     | Tervuren     | 185,40 km | Sergej Ivanov      | Sergej Ivanov     |
| 2e     | 28 mei | Buggenhout   | Knokke-Heist | 191,8 km  | Borut Božič        | Borut Božič       |
| 3e     | 29 mei | Knokke-Heist | Temse        | 181,7 km  | Borut Božič        | Borut Božič       |
| 4e     | 30 mei | Fléron       | Fléron       | 174,5 km  | Bert De Waele      | Lars Boom         |
| 5e     | 31 mei | ITT Herzele  | ITT Herzele  | 16,7 km   | Sébastien Rosseler | Lars Boom         |

## Eindstanden
| Plaats    | Naam              | Ploeg                        | Tijd      |
| --------- | ----------------- | ---------------------------- | --------- |
| Rode trui | Lars Boom         | Rabobank                     | 17u56'30" |
| 2         | Koos Moerenhout   | Rabobank                     | +00' 18"  |
| 3         | Dominique Cornu   | Quick Step                   | +00' 28"  |
| 4         | Thomas Dekker     | Silence-Lotto                | +00' 34"  |
| 5         | Greg Van Avermaet | Silence-Lotto                | +01' 11"  |
| 6         | Marco Marcato     | Vacansoleil Pro Cycling Team | z.t.      |
| 7         | Bert De Waele     | Landbouwkrediet-Colnago      | +01' 26"  |
| 8         | Jürgen Roelandts  | Silence-Lotto                | +01' 33"  |
| 9         | Sergej Ivanov     | Team Katjoesja               | +01' 59"  |
| 10        | Jan Bakelants     | Topsport Vlaanderen-Mercator | +02' 12"  |

| Plaats      | Naam             | Ploeg                        | Punten |
| ----------- | ---------------- | ---------------------------- | ------ |
| Blauwe trui | Borut Božič      | Vacansoleil Pro Cycling Team | 88     |
| 2           | Jürgen Roelandts | Silence-Lotto                | 60     |
| 3           | Graeme Brown     | Rabobank                     | 60     |
|             |                  |                              |        |
| 10          | Lars Boom        | Rabobank                     | 20     |

| Plaats     | Naam             | Ploeg                     | Punten |
| ---------- | ---------------- | ------------------------- | ------ |
| Witte trui | Jürgen Roelandts | Silence-Lotto             | 28     |
| 2          | Sep Vanmarcke    | Jong Vlaanderen-Bauknecht | 26     |
| 3          | Lars Boom        | Rabobank                  | 19     |

| Plaats    | Naam              | Ploeg         | Punten    |
| --------- | ----------------- | ------------- | --------- |
| Gele trui | Lars Boom         | Rabobank      | 17u56'30" |
| 2         | Dominique Cornu   | Quick Step    | +00' 28"  |
| 3         | Greg Van Avermaet | Silence-Lotto | +01' 11"  |